# Ozero Kansur
Ozero Kansur är en saltsjö i Kazakstan.   Den ligger i oblystet Qostanaj, i den nordvästra delen av landet, 700 km väster om huvudstaden Astana. Arean är 1,7 kvadratkilometer.